# Міндадзе Олександр Анатолійович
Міндадзе Олександр Анатолійович (нар. 28 квітня 1949 р., м. Москва) — радянський і  російський сценарист, кінодраматург і кінорежисер. Заслужений діяч мистецтв РРФСР (1984). Лауреат Державної премії СРСР (1991).

## Біографія
Син кінодраматурга А. Б. Гребнєва.
У 1971 році закінчив сценарний факультет ВДІКа.
З кінця 1970-х плідно співпрацює з кінорежисером Вадимом Абдрашитовим.
Лауреат багатьох кінофестивалів і премій, в тому числі: Державна премія СРСР, Срібна медаль ім. О. Довженка, Премія Ленінського комсомолу, МКФ авторського фільму в Сан-Ремо, МКФ у Венеції, Премія «Золотий Овен», Премія «Ніка», Премія «Білий Слон» Гільдії кінознавців і кінокритиків Росії та ін.

## Фільмографія
Сценарист:
- Це були ми (1971, короткометражний)
- Повернення катера (1971, короткометражний)
- Задачка (1971, короткометражний)
- Той, хто мене врятував (1973, короткометражний)
- Весняний призов (1976)
- Слово для захисту (1976)
- Поворот (1978)
- Полювання на лисиць (1980)
- Межа бажань (1982)
- Зупинився потяг (1982)
- Парад планет (1984)
- Тихе розслідування (1986)
- Плюмбум, або Небезпечна гра (1986)
- Слуга (1988)
- Армавір (1991)
- П'єса для пасажира (1995)
- Час танцюриста (1997)
- Гра в кохання (2000, у співавт.)
- Мамука (2001, у співавт.)
- Магнітні бурі (2003)
- Тріо (2003, у співавт.)
- Цілий завтрашній день (2004, короткометражний)
- Космос як передчуття (2005)
- Відрив (2007)
- Міннесота (2009)
- У суботу (2010)
- Милий Ханс, дорогий Петро (2015)
- Паркет (2021)

Режисер-постановник:
- Відрив (2007)
- У суботу | Innocent Saturday (2010, Німеччина, Росія, Україна)
- Милий Ханс, дорогий Петро (2015)
- Паркет (2021)